# Literaturarchiv Saar-Lor-Lux-Elsass
Das Literaturarchiv Saar-Lor-Lux-Elsass der Saarländischen Universitäts- und Landesbibliothek in Saarbrücken wurde 1985 gegründet. Es ist das Literaturarchiv für die Regionen Saarland, Lothringen, Luxemburg und Elsass.

## Aufgaben
Das Archiv sammelt, ordnet und erschließt Handschriften und Typoskripte, Bücher und Bilder, Filme und Fotografien, Tonaufnahmen, Textdokumente und Lebenszeugnisse von und über Autoren, die im Saarland und in Lothringen, in Luxemburg und im Elsass gelebt haben. Ein besonderer Schwerpunkt der europäisch ausgerichteten Einrichtung, die sowohl archivarisch als auch wissenschaftlich arbeitet, ist die Dokumentation und Erforschung der Literatur im Spannungsfeld der deutsch-französischen Grenzkonflikte des 19. und 20. Jahrhunderts.

## Sammlungen
Die regionalliterarischen Sammlungen umfassen neben Nachlassbibliotheken (u. a. Bibliothek und Archiv des Mundartrings Saar e.V.) und einer Präsenzbibliothek von 6.000 Bänden über 40 echte Vor- und Nachlässe, mehr als 50 Teil- und Splitternachlässe sowie zahlreiche Teil- und Sondersammlungen, darunter eine Sammlung von Autographen, Widmungsexemplaren, frühen und seltenen Fotografien, Grafiken und Büchern aus Frankreich von 1700 bis zur Gegenwart.
Der Gesamtbestand an Autographen beläuft sich auf circa 250.000 Stücke. Besonders hervorzuheben sind ein umfangreicher Teilnachlass des Schriftstellers Gustav Regler und die Sondersammlung „Gustav Regler und seine Zeit“, Teilnachlässe der Schriftsteller Otto Flake, Eduard Reinacher und André Weckmann, die Nachlässe der Schriftsteller Norbert Jacques und Oskar Wöhrle sowie der Vorlass von Alfred Gulden.

## Geschichte
Hervorgegangen ist das Archiv aus der 1978 gegründeten Arbeitsstelle für Gustav-Regler-Forschung der Universität des Saarlandes am Lehrstuhl des Neugermanisten Gerhard Schmidt-Henkel. Im Jahr 1985 wurde die Arbeitsstelle zu einem Archiv für die Literaturen der Grenzregionen Saar-Lor-Lux-Elsass erweitert. Nach der Emeritierung von Gerhard Schmidt-Henkel wurde die Einrichtung 1996 unter dem Namen Literaturarchiv Saar-Lor-Lux-Elsass der Saarländischen Universitäts- und Landesbibliothek angegliedert und unter die Leitung von Günter Scholdt gestellt. Seit 2018 ist es auf dem Campus der Universität des Saarlandes untergebracht. 2011 wurde Sikander Singh neuer Leiter des Literaturarchivs Saar-Lor-Lux-Elsass.